# Tipula nigrocellula
Tipula nigrocellula är en tvåvingeart som beskrevs av Alexander 1935. Tipula nigrocellula ingår i släktet Tipula och familjen storharkrankar. Inga underarter finns listade i Catalogue of Life.